# Station Bratków
Station Bratków is een spoorwegstation in de Poolse plaats Bratków.